# Vital Dias
Vital José de Assis Dias (Maranhão, 5 de março de 1959 – Rio de Janeiro, 3 de março de 2015), mais conhecido apenas como Vital Dias, foi um baterista brasileiro. Foi o primeiro baterista da banda Os Paralamas do Sucesso, substituído por João Barone em 1982. Ele conheceu os outros membros do grupo (Herbert Vianna e Bi Ribeiro) no final da década de 1970 num curso pré-vestibular.
Foi tema do hit "Vital e Sua Moto", lançado no álbum de estreia da banda, Cinema Mudo.
Depois dos Paralamas, tocou também na banda de heavy metal Sadom. Em meados dos anos 1990 também deixou esse grupo e abandonou a música, tornando-se funcionário público. Nos últimos anos de vida, morou em Teresópolis.
Vital Dias morreu em decorrência de um câncer.